# Лељчици
Лељчици (блр. Лельчыцы; рус. Ле́льчицы) градско је насеље са административним статусом варошице (городской посёлок) на крајњем југу Републике Белорусије. Административни је центар Лељчичког рејона Гомељске области.
Према процени из 2012. у насељу је живело 10.809 становника.

## Географија
Насеље Лељчици се налази у централном делу истоименог рејона на крајњем западу Гомељске области и лежи на десној обали реке Уборт (десна притока Припјата, део сливног подручја Дњепра). Удаљен је око 215 км југозападно од администартивног центра области града Гомеља и на око 67 км од града Јељска.

## Историја
У писаним изворима насеље се први пут помиње 1569. као село у границама Велике Кнежевине Литваније. Од 1793. и распада Пољско-литванске државе у границама је Руске Империје. Године 1917. постају саставни део Белорусије.
Статус рејонског центра имају од јула 1924. године, а од септембра 1938. административно су уређени као градска варош. У саставу Гомељске области од 1954. године.

## Становништво
Према процени, у граду је 2012. живело 10.809 становника.
| 1979. | 1989. | 1999. | 2009.  | 2012.  |
| ----- | ----- | ----- | ------ | ------ |
| 6.680 | 8.682 | 8.682 | 10.606 | 10.809 |